# Ultraman: The Ultimate Hero
Ultraman: The Ultimate Hero (também conhecido como Ultraman Powered (ウルトラマンパワード, Urutoraman Pawādo) é um show Tokusatsu produzido nos Estados Unidos em 1993 pela Major Havoc Entertainment (depois renomeada para Steppin Stone Entertainment) e Tsuburaya Productions com um total de 13 episódios. Seguindo os passos da produção australiana Ultraman: Towards the Future, esta foi a segunda série em live-action do Ultra Séries produzida fora do Japão.